# Contone

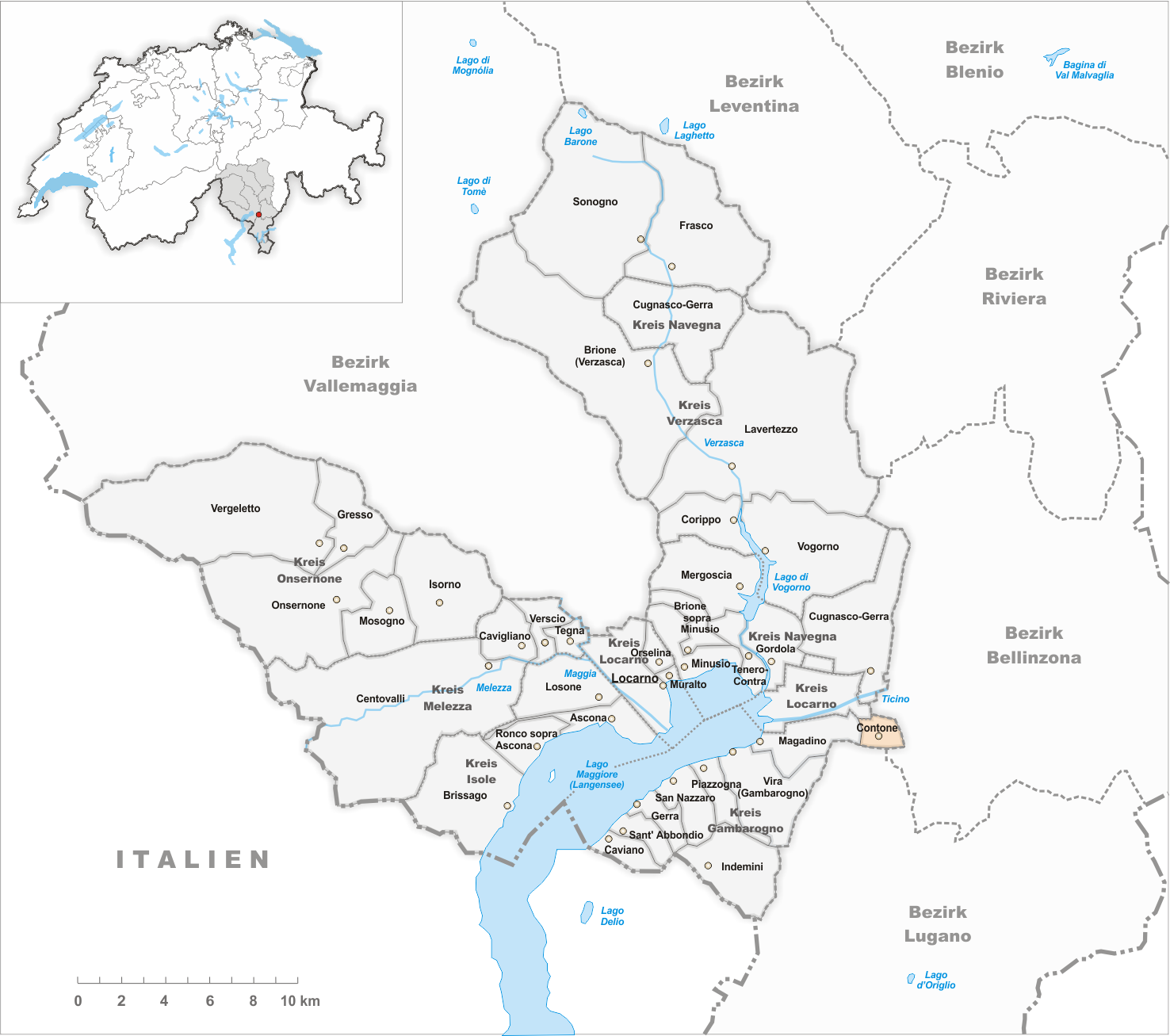
Gemeindestand vor der Fusion am 24. März 2010

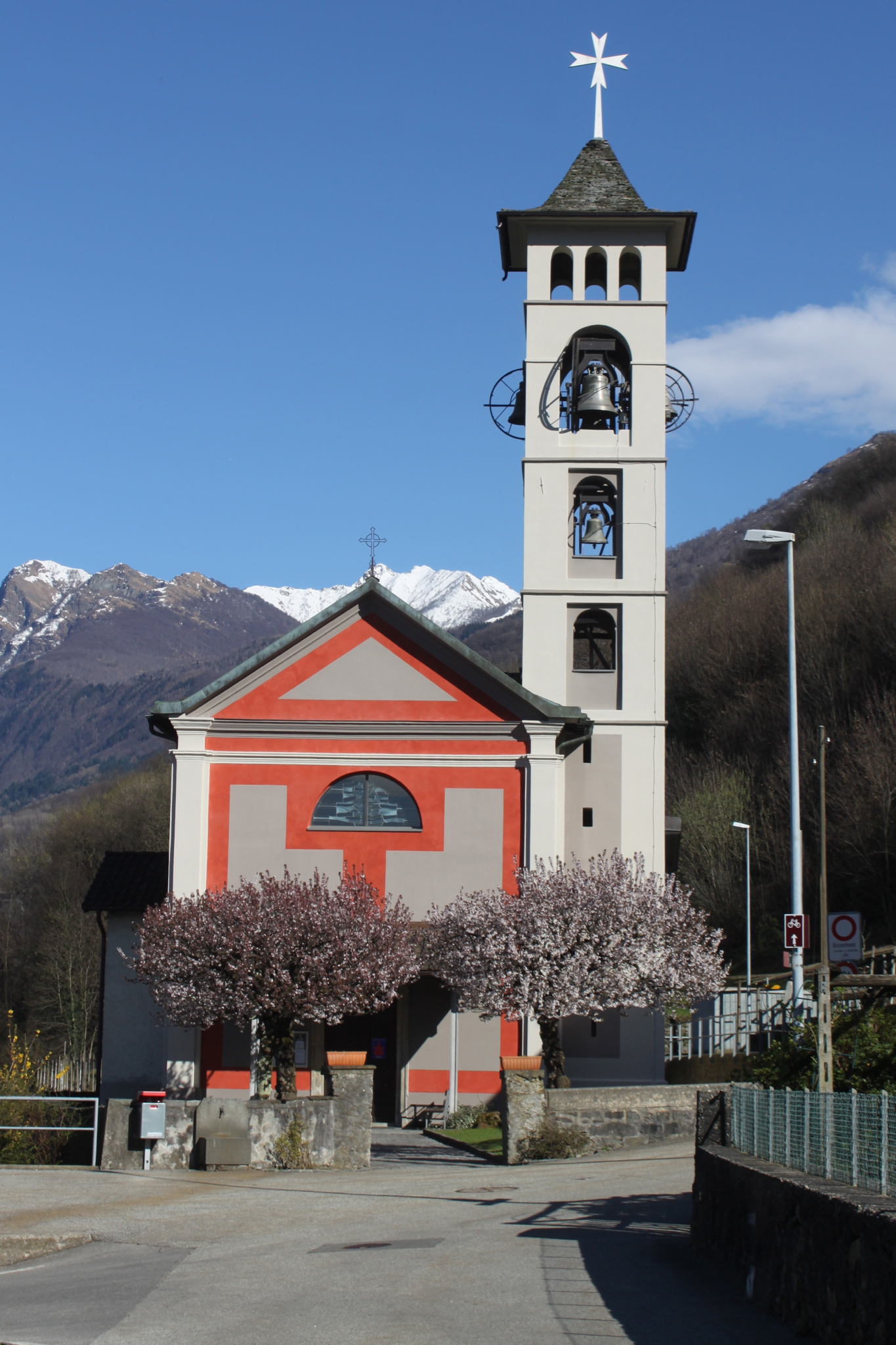
Pfarrkirche San Giovanni Battista

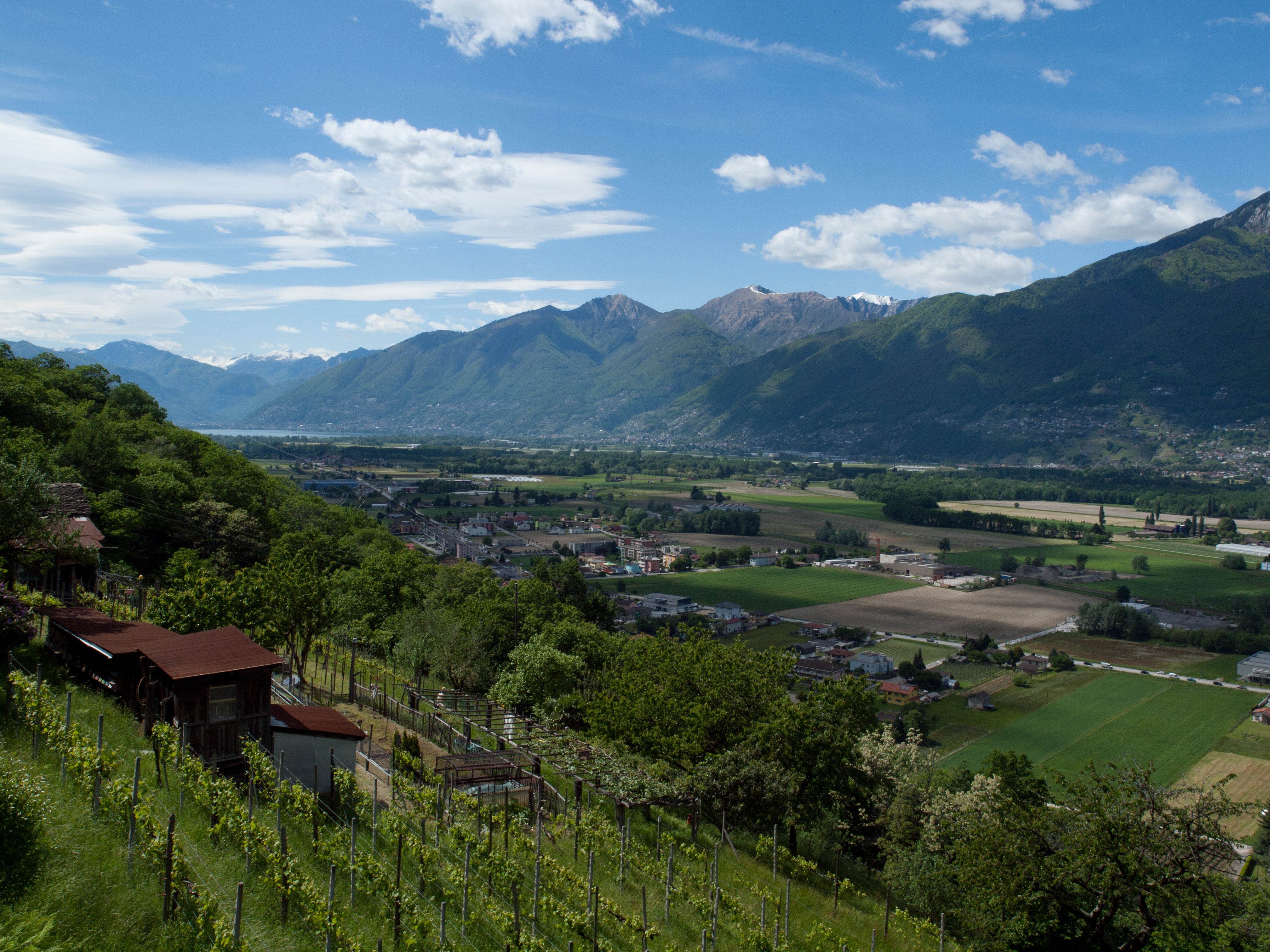
Blick auf Contone und die Magadinoebene

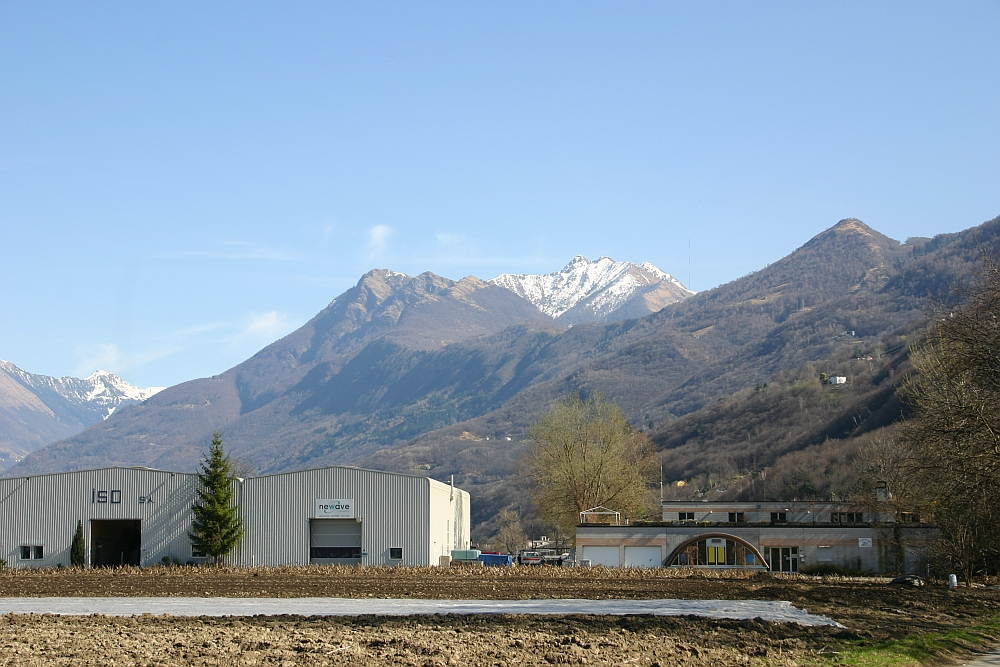
Industriegebiet Luserte

Contone, im lombardischen Ortsdialekt Cuntugn [kumˈtuŋ], ist ein Ortsteil der Gemeinde Gambarogno im Schweizer Kanton Tessin. Er bildete bis zum 24. April 2010 eine selbständige politische Gemeinde.

## Geographie

Werner Friedli (Fotograf): Contone, historisches Luftbild (1964)

Das ländliche Dorf liegt auf einer Höhe von 206 m ü. M. am Südrand der Magadinoebene, fünf Kilometer vom Lago Maggiore entfernt. Contone ist umgeben von Kastanienwäldern und Rebbergen.

## Geschichte
Der Name der späteren Gemeinde wird erstmals 1152 als Gondono urkundlich erwähnt. Doch schon um 1104 liess der adlige Langobarde Wido von Samarate eine dem heiligen Nikolaus geweihte Kirche errichten oder wiederaufbauen und schenkte sie dem Benediktinerkloster San Giorgio im Ortsteil Quartino. Die Kirche zerfiel später; Pfarrkirche wurde San Giovanni Battista, die im 16. Jahrhundert wiederaufgebaute Spitalkirche. Der Ursprung und die Lage eines 1219 erwähnten Spitals des Johanniterordens sind umstritten. Im Jahr 1497 schlug der Herzog von Mailand, Ludovico il Moro, Contone zur wiedergebildeten Grafschaft Angera. Contone wurde später Kommende des Malteserordens, deren Güter im 16. Jahrhundert an das Spital von Lugano und 1811 an die Familie Antognini von Bellinzona übergingen. Die Eidgenossen gestatten Contone 1731–1741 und 1788–1798 die Erhebung eines Zolls zum Unterhalt der Strasse.
Am 25. November 2007 wurde die Fusion der Gemeinden am Südufer des Lago Maggiore zur neuen Gemeinde Gambarogno von den Stimmberechtigten der Gemeinden Caviano, Contone, Gerra (Gambarogno), Indemini, Magadino, Piazzogna, Sant’Abbondio und Vira (Gambarogno) gutgeheissen. Einzig San Nazzaro war mehrheitlich dagegen. Gegen den Entscheid des Tessiner Grossen Rates, die Fusion trotzdem wie geplant durchzuführen, wurde beim Bundesgericht Beschwerde eingelegt. Nach der Ablehnung der Beschwerde trat die Fusion per 25. April 2010 in Kraft. Contone bildet nach wie vor eine eigenständige Bürgergemeinde.

## Bevölkerung
Einwohnerzahlen: Volkszählungsdaten

## Wappen
Blasonierung: Gespalten von Blau und Rot, überdeckt von einem silbernen (weissen) Malteserkreuz
Das Wappen zeigt die umgekehrten Farben des Kantons, darauf das Malteserkreuz als Hinweis auf die örtliche Kommende (Ordensniederlassung).

## Sehenswürdigkeiten
- Pfarrkirche San Giovanni Battista[5][6]
- romanische Kirche Sankt Nicola von Bari[5].

## Sport
- Football Club Gambarogno-Contone[7]

## Persönlichkeiten
- Adamo de Contone (* um 1160 in Como; † nach 1205 in Giubiasco), Grundherr in Contone und Giubiasco, zeitweilig auch im Bleniotal[8][9]
- Fausto Leoni (* 23. März 1921 in Contone), Maler, Bildhauer[10]
- Diego Invernizzi (* 13. Januar 1935 in Quartino; † 30. September 2014 in Bellinzona), Schriftsetzer, Redaktor, Präsident des Circolo di Cultura del Gambarogno[11][12]